# Mont-Saint-Martin, Meurthe-et-Moselle
Mont-Saint-Martin är en kommun i departementet Meurthe-et-Moselle i regionen Grand Est (tidigare regionen Lorraine) i nordöstra Frankrike. Kommunen ligger i kantonen Mont-Saint-Martin som tillhör arrondissementet Briey. År 2022 hade Mont-Saint-Martin 9 282 invånare.

## Befolkningsutveckling
Antalet invånare i kommunen Mont-Saint-Martin
| Referens: INSEE |